# Ercole Gallegati
Ercole Gallegati (ur. 21 listopada 1911 w Faenzy, zm. 19 sierpnia 1990 w Castel San Pietro Terme) – włoski zapaśnik. Dwukrotny medalista olimpijski.
Brał udział w czterech igrzyskach (IO 32, IO 36, IO 48, IO 52), na dwóch zdobywał medale. Walczył w obu stylach, jednak medale olimpijskie zdobywał w klasycznym. W 1932 był drugi w wadze półśredniej (do 72 kilogramów), w 1948 zajął to samo miejsce w wadze średniej (do 79 kilogramów). W 1934 zdobył brąz mistrzostw Europy w wadze do 72 kilogramów. Wielokrotnie zostawał mistrzem Włoch, zdobywając 20 tytułów w stylu klasycznym i 11 w stylu wolnym.